# 한창푸
한창푸(韓長賦, Han Chang Fu)는 1954년에 태어나 중화인민공화국 인민대학 농업경제학과를 졸업하였으며, 중화인민공화국 농업부 부장으로 재직하고 있다.

## 주요 경력
- 1986년 : 중국공산주의청년단 중앙상무위원, 선전부 부장
- 1990년 : 중국공산주의청년단 중앙상무위원
- 2001년 8월 : 농업부 상무 부부장, 당조 부서기
- 2003년 6월 : 국무원 연구실 부주임, 당조 부서기
- 2006년 12월 : 지린성위 부서기, 대리 성장
- 2007년 1월 : 지린성 성장
- 2009년 12월 26일: 농업부 부장
- 2018년 3월 19일: 농업부 부장

| 전임 왕민 | 지린성 성장 2006년 12월 ~ 2009년 12월 | 후임 왕루린 |

| 전임 쑨정차이 | 중화인민공화국 농업농촌부 부장 2009년 12월 26일 ~ 현재 | 후임 현직 |